# 김대중컨벤션센터
김대중컨벤션센터(金大中컨벤션센터)는 대한민국 광주광역시 서구 치평동에 있는 국제 전시 및 회의용 편의시설이다.
2005년 9월 6일 개관했으며, 지상 4층, 지하 1층에 연면적 11,966평 규모이다. 이후 지속적인 가동률 증가 및 전시컨벤션 개최확대를 통해 지난 2013년 6월 3,000석 규모의 다목적홀과 19개의 중소회의실을 증축한 제2센터를 개관함으로써 총 전시면적 12,027m2, 회의실면적 4,313m2를 갖추게 되었다.

## 작명
계획 당시 명칭은 '광주전시컨벤션센터'(Gwangju Exhibition and Convention Center, GEXCO)였으나 개관이전 국제적인 전시회 또는 컨벤션을 주관개최하거나 컨벤션을 유치하기 위한 마케팅활동의 파급력을 높이기 위하여 '김대중'이란 인명을 활용하는 것이 유익할 것이란 판단 아래 김대중 전 대통령의 사전허락을 받고, 광주 시민의 여론을 수렴 절차를 거쳐 김대중컨벤션센터로 개명하게 되었다.

## 갤러리

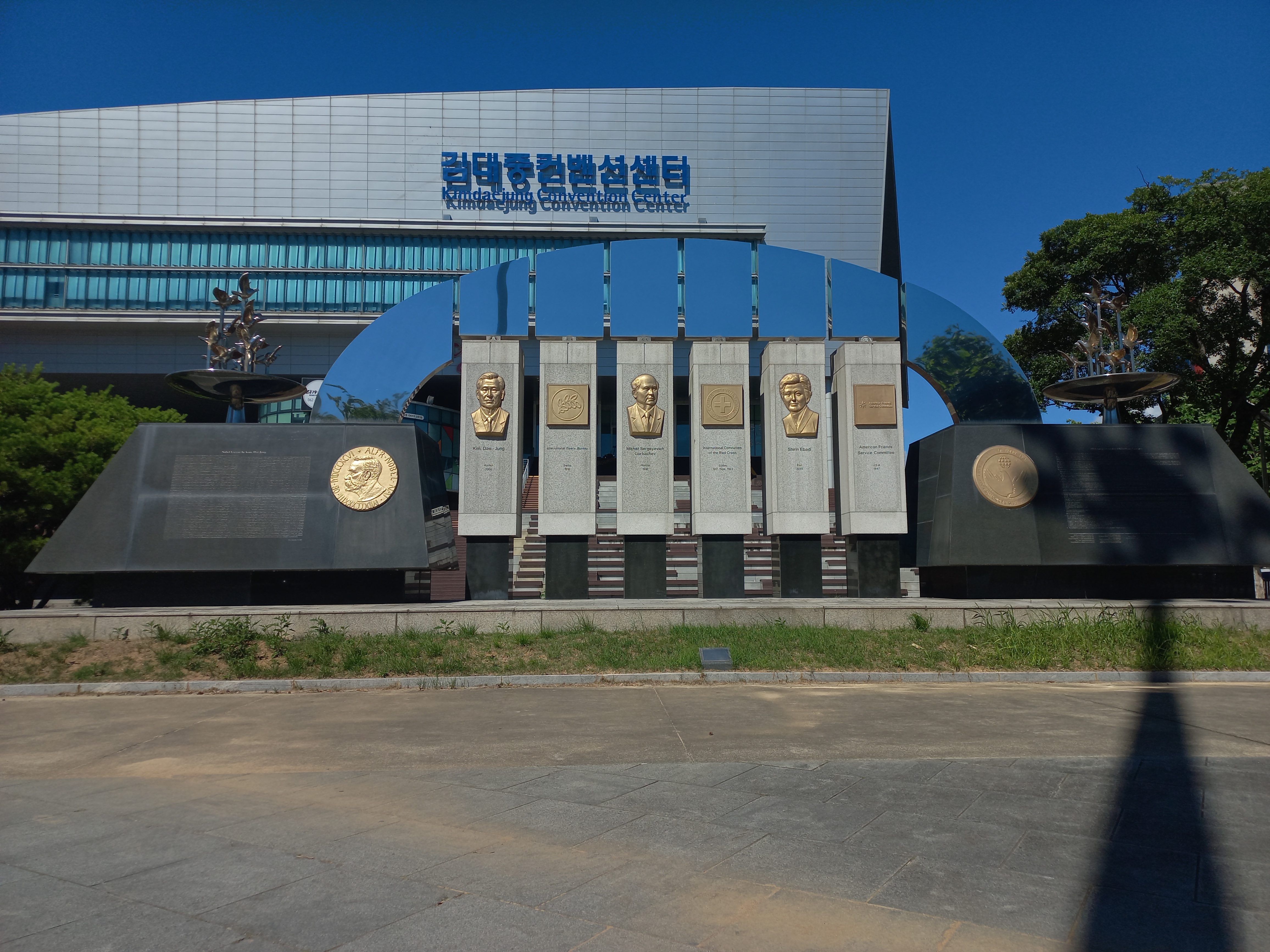
야외전시장
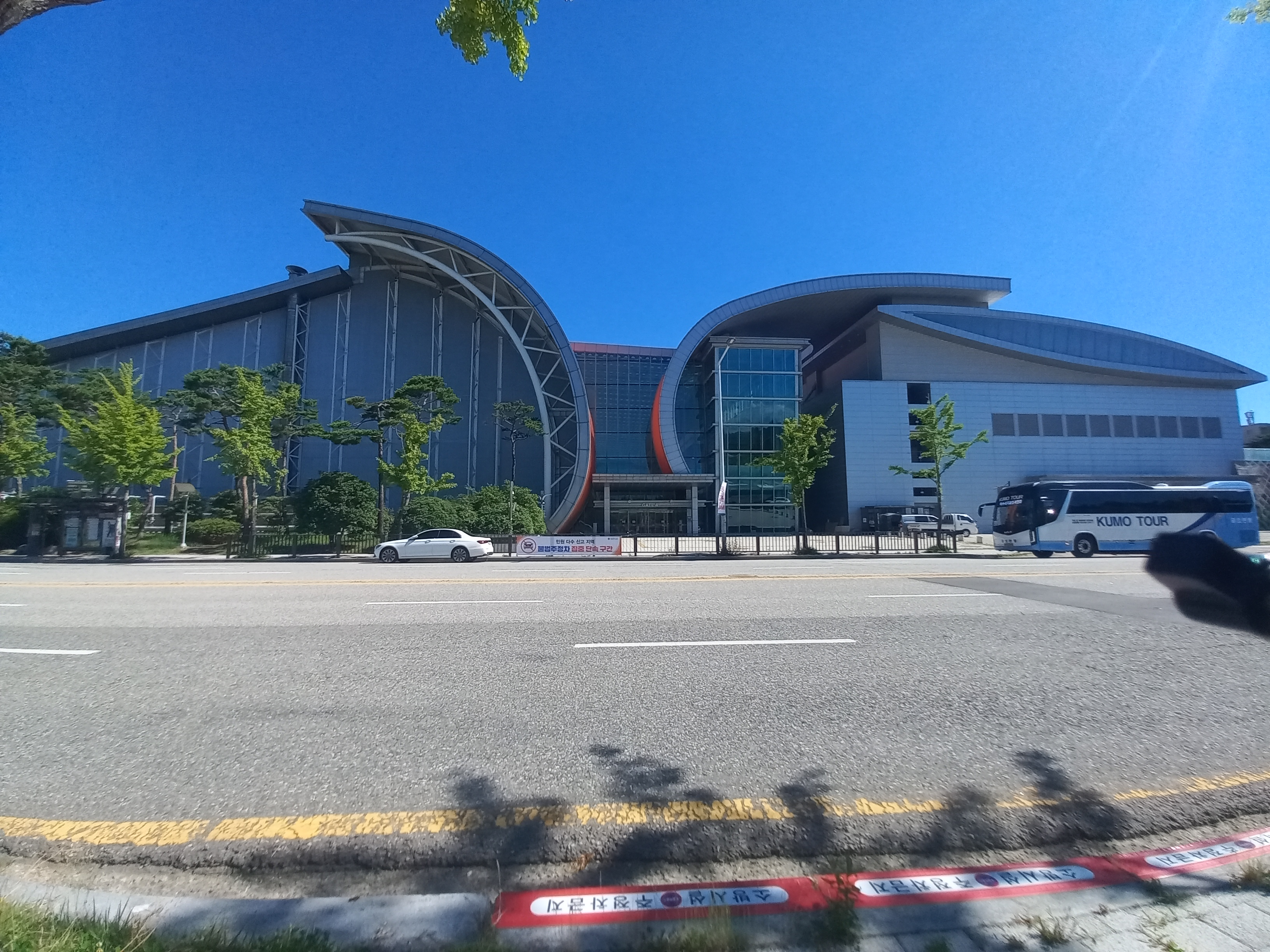
북문
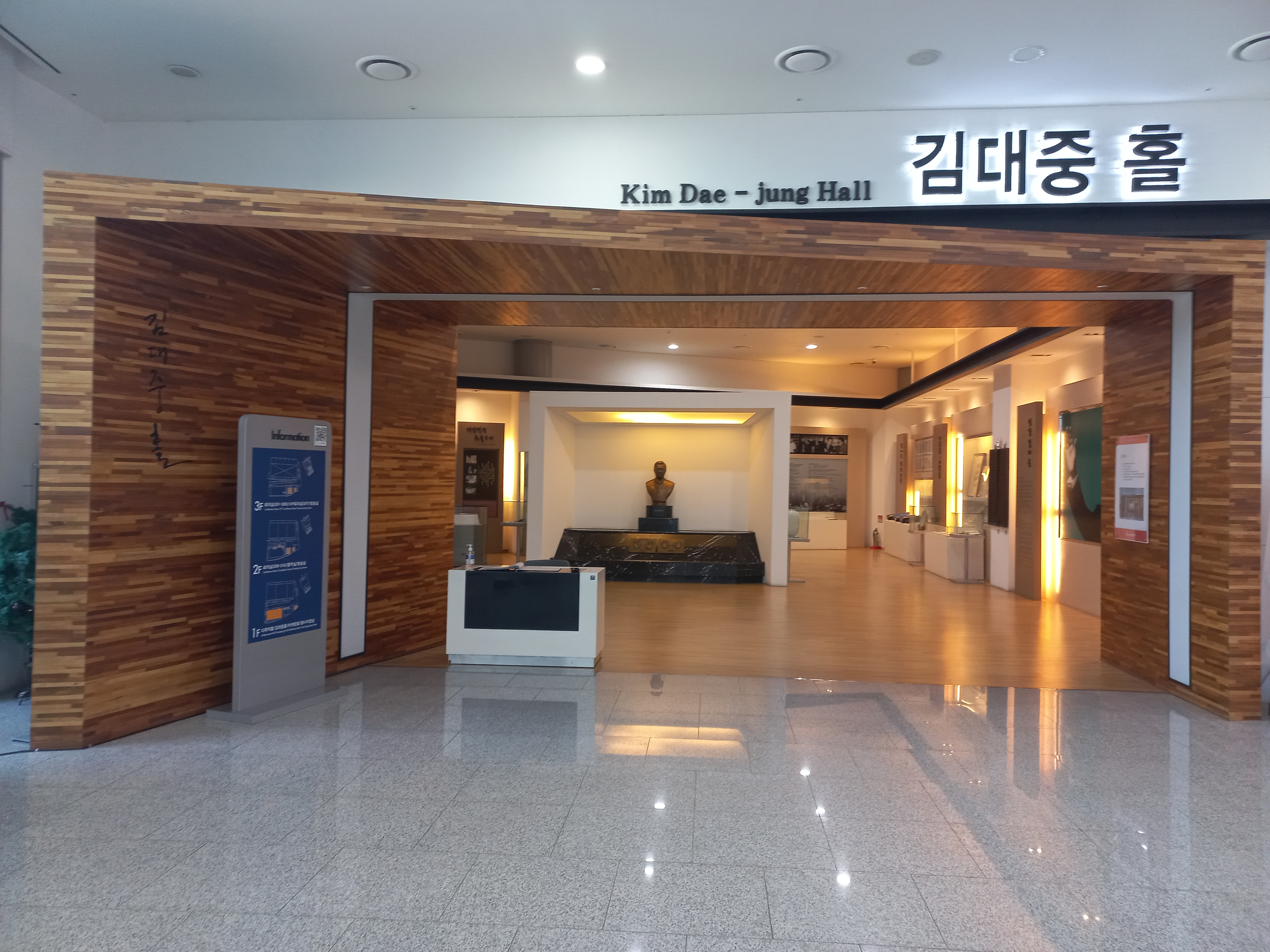
김대중홀
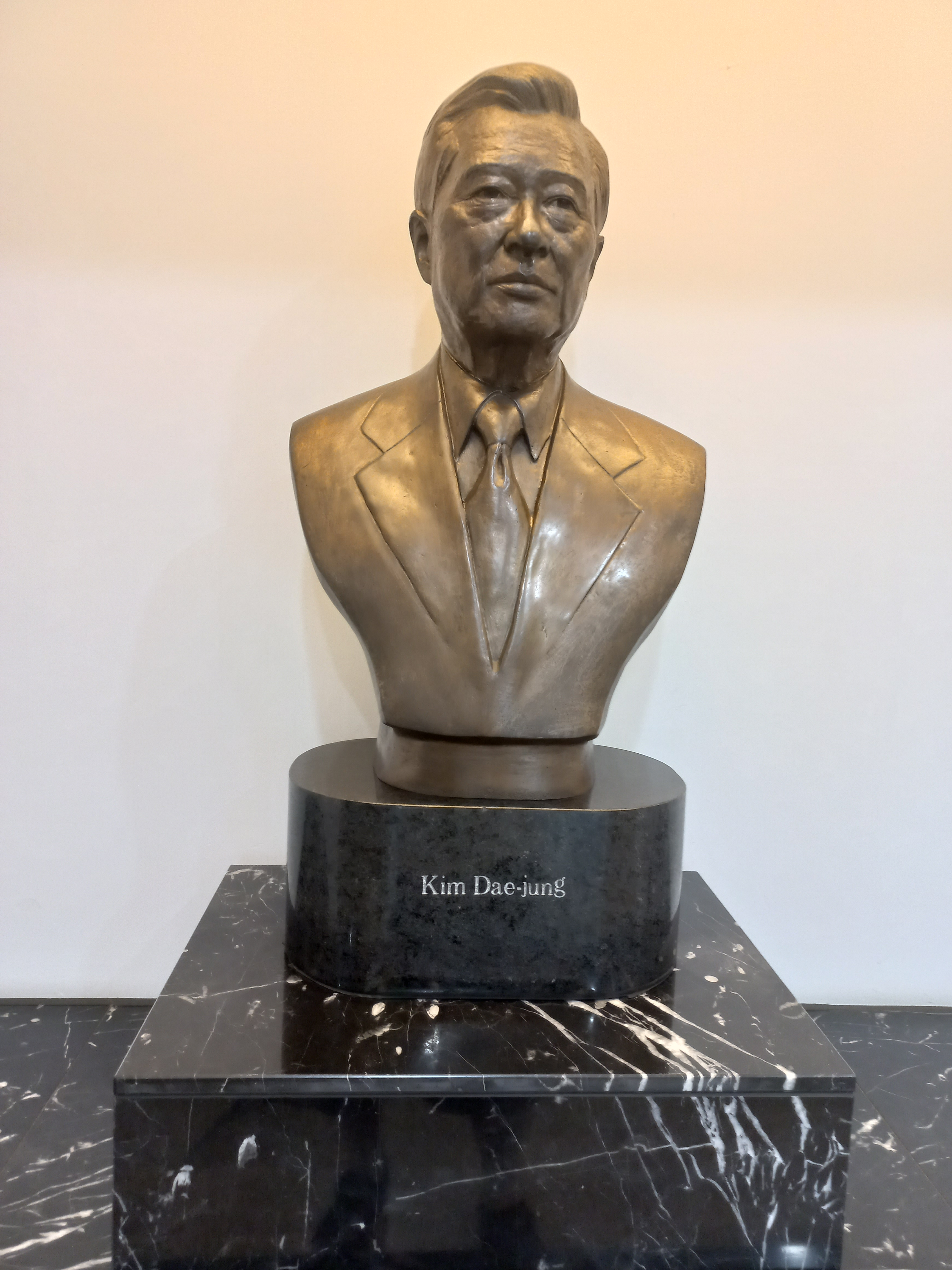
김대중 대통령 흉상
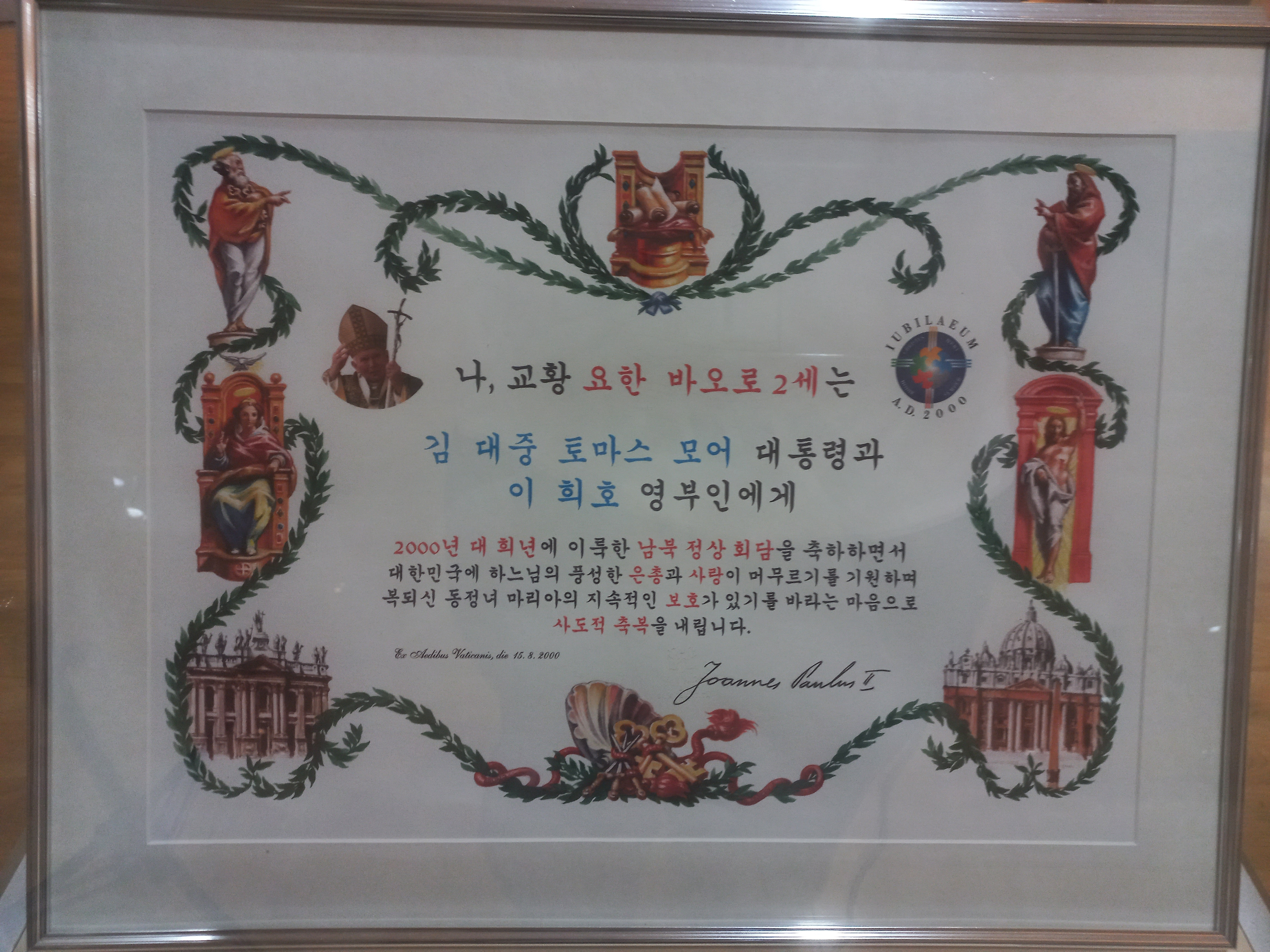
교황 요한 바오로2세의 강복장
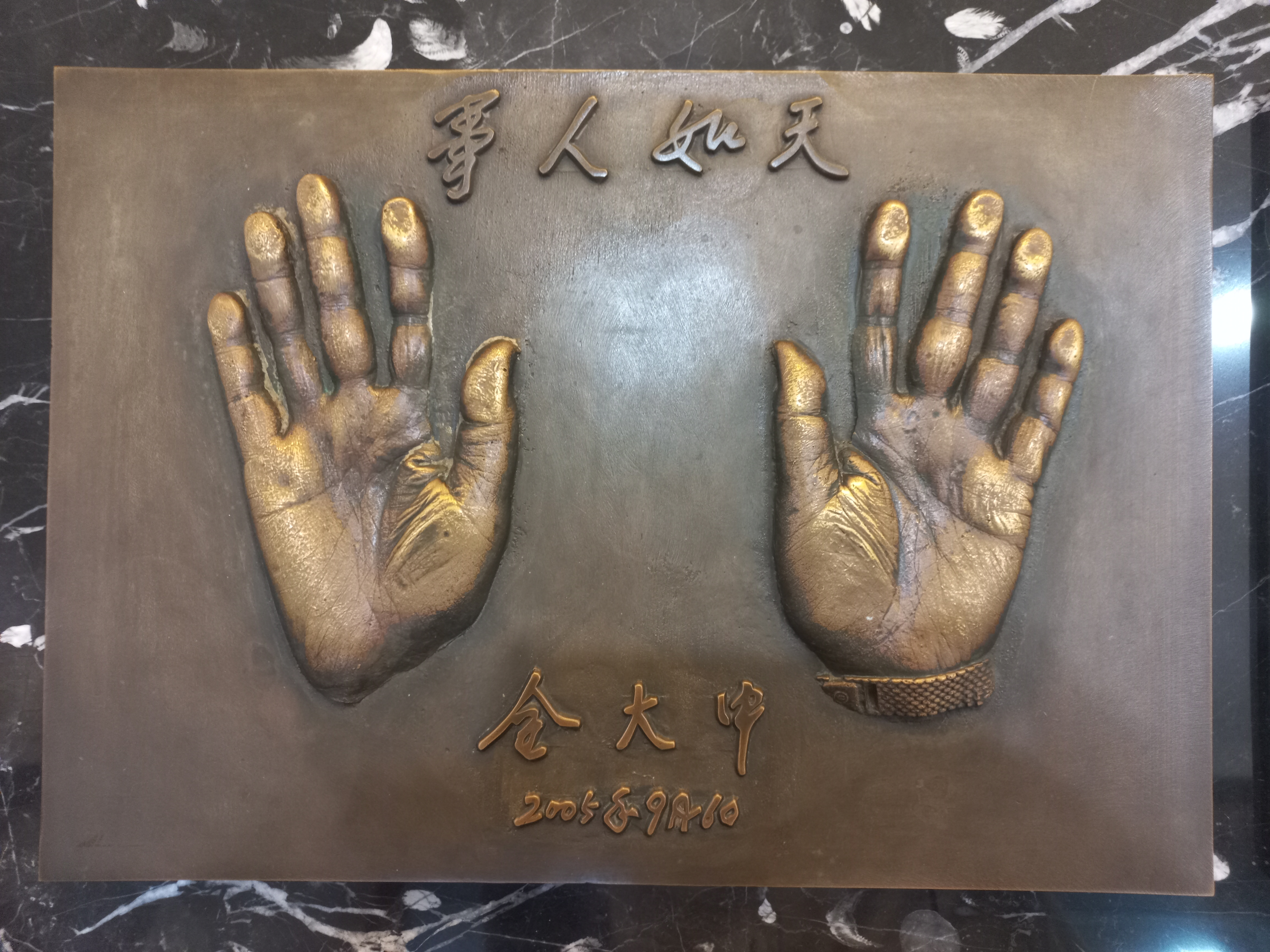
김대중 대통령의 손바닥
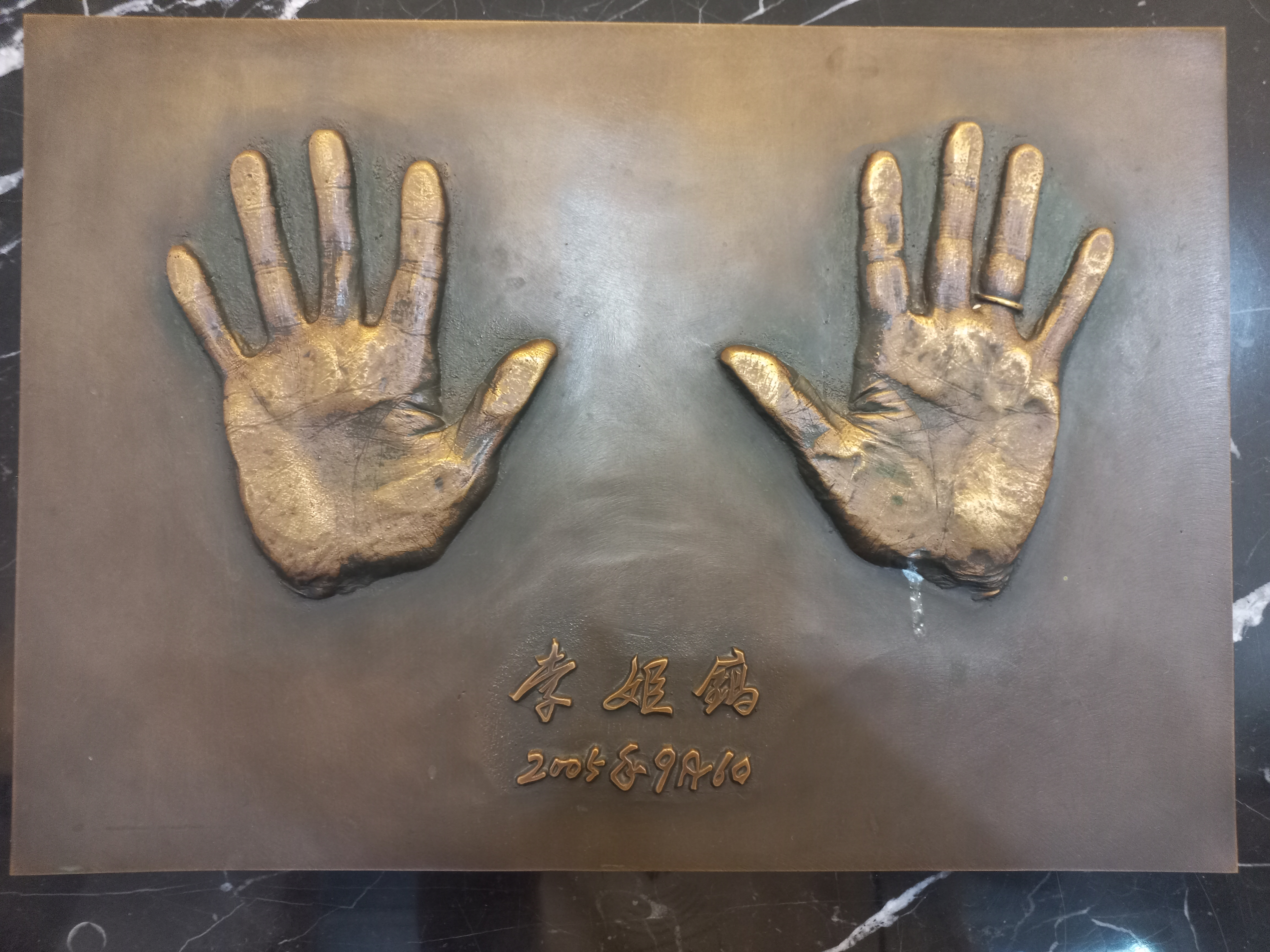
이희호 여사의 손바닥